# Potter-Manöver
Das Potter-Manöver ist eine nach William Norwood Potter benannte Methode, um in Turmendspielen mit vorgerücktem Bauern gegen einen Turm den Sieg zu erzwingen. Es besteht darin, als Reaktion auf Schachgebote des Turmes mit dem König die Nachbarlinie des Bauern entlang zu wandern und die Linie mit dem Bauern erst zu betreten, wenn der Turm nicht mehr in den Rücken des Königs gelangen kann. In der modernen Schachliteratur hat sich für dieses Manöver der Begriff Fahrstuhl eingebürgert, einige Übersetzungen aus dem Englischen verwenden weniger instruktiv das Wort Rolltreppe.
|   | a | b | c | d | e | f | g | h |   |
| 8 |   |   |   |   |   |   |   |   | 8 |
| 7 |   |   |   |   |   |   |   |   | 7 |
| 6 |   |   |   |   |   |   |   |   | 6 |
| 5 |   |   |   |   |   |   |   |   | 5 |
| 4 |   |   |   |   |   |   |   |   | 4 |
| 3 |   |   |   |   |   |   |   |   | 3 |
| 2 |   |   |   |   |   |   |   |   | 2 |
| 1 |   |   |   |   |   |   |   |   | 1 |
|   | a | b | c | d | e | f | g | h |   |

Diese Stellung aus einer Partie gegen Richard Henry Falkland Fenton wurde Remis gegeben. Potter zeigte anschließend den Gewinnweg:
1. b6–b7! Ta5–a6+
Um den Schachgeboten zu entkommen und gleichzeitig nicht den Bauern zu verlieren, geht der weiße König entlang der c-Linie auf die zweite Reihe zurück.
2. Kc6–c5!
Nach 2. Kc6–c7? Ta6–a7 ist der Bauer gefesselt und wird im nächsten Zug vom Turm geschlagen. Auf 2. Kc6–b5? folgt 2. … Ta6–a1! mit der Drohung, 3. b7–b8D?? mit dem Spieß Ta1–b1+ zu widerlegen. Weiß kann dann Ta1–b1 mit anschließendem Schlagen des Bauern nicht verhindern. Ganz unsinnig wäre 2. Kc6–d5?? Ta6–b6, und Schwarz gewinnt. Die weiteren Züge folgen derselben Logik.
2. … Ta6–a5+
3. Kc5–c4! Ta5–a4+
4. Kc4–c3 Ta4–a3+
5. Kc3–b2!
und Weiß gewinnt (ein alternativer Gewinnweg wäre 4. Kb3 Ta1 5. Kb2).
Dieses Finale stand Pate für die Entstehung einer der berühmtesten Schachstellungen aller Zeiten, der Saavedra-Studie.
Das Manöver wurde zuvor bereits in einer von Josef Kling und Bernhard Horwitz 1853 in The Chess Player abgedruckten Studie mit einer ähnlichen Stellung und Lösung gezeigt.

## Weblink
- Potter-Manöver, Saavedra und Anwendungen (englisch)